# Aya Furukawa
Aya Furukawa (Vancouver, 12 aprile 1999) è un'attrice giapponese naturalizzata canadese, conosciuta per il ruolo di Natsuki nella serie televisiva The Midnight Club.

## Biografia
Nata a Vancouver, in Canada, da genitori giapponesi, tanto che parla fluentemente entrambe le lingue. È figlia del regista giapponese Jason Furukawa.

## Carriera
Fin da piccola ha partecipato a numerose pubblicità televisive e shooting di marchi d'abbigliamento. Ha poi debuttato al cinema con un piccolo ruolo nel lungometraggio Quella casa nel bosco, mentre in televisione con il ruolo di Sachiko in The Terror.
Nel 2020, viene ingaggiata per il ruolo di Janine Kishi nella serie televisiva Il club delle babysitter. L'anno successivo, invece, è entrata a far parte della miniserie televisiva Al nuovo gusto di ciliegia, prodotta da Netflix, dove ha interpretato Server.
Nel 2022, ottiene il suo primo ruolo da protagonista, nella serie televisiva horror The Midnight Club, diretta da Mike Flanagan. Nel 2023, sempre dallo stesso regista, viene ingaggiata per la miniserie televisiva La caduta della casa degli Usher.

## Vita privata
Nel tempo libero si dedica alla pittura, tanto che promuove le sue opere sotto lo pseudonimo di Timetwosleep.

## Filmografia

### Cinema
- Quella casa nel bosco (The Cabin in the Woods), regia di Drew Goddard (2011)

### Televisione
- The Terror – serie TV, 2 episodi (2019)
- Il club delle babysitter (The Baby-Sitters Club) – serie TV, 5 episodi (2020-2021)
- Al nuovo gusto di ciliegia (Brand New Cherry Flavor) – miniserie TV, 2 episodi (2021)
- The Midnight Club – serie TV, 10 episodi (2022)
- La caduta della casa degli Usher (The Fall of the House of Usher) – miniserie TV, 3 episodi (2023)

### Cortometraggi
- Yokomeshi, regia di Dom Cutrupi (2020)
- Happy Ever After, regia di Panta Mosleh (2021)
- Cafe Racer, regia di Harrison Houde (2022)

## Riconoscimenti
- Leo Awards
  - 2023 – Candidatura alla miglior attrice protagonista in una serie drammatica per The Midnight Club[10]

## Doppiatrici italiane
Nelle versioni in italiano delle opere in cui ha recitato, Aya Furukawa è stata doppiata da:
- Margherita De Risi[11] in Il club delle babysitter[12]
- Beatrice Maruffa[13] in The Midnight Club[14]
- Chiara Sansone[15] in La caduta della casa degli Usher[16]